# Sella di Ariano
La sella di Ariano è un valico dell'Appennino campano ubicato in corrispondenza dell'altipiano di Camporeale (o Campo Reale), nel territorio comunale di Ariano Irpino.
Facilmente accessibile grazie alla sua modesta altitudine (il suo punto stazionario non supera i 600 m s.l.m.) e pertanto conosciuta e utilizzata fin dalla remota antichità, la sella collega il bacino del Miscano - Ufita (versante tirrenico) alla valle del Cervaro (versante adriatico).

## Toponimo
Il termine sella è sinonimo di "passo", "valico", mentre Ariano è la denominazione storica –ufficiale fino al XIX secolo– della vicina città di Ariano di Puglia (dal 1930 ribattezzata Ariano Irpino).
Nonostante l'apparente sinonimia, la sella di Ariano non deve essere confusa con il cosiddetto passo di Ariano, ossia con il punto più elevato in altitudine della storica strada regia delle Puglie (poi ridenominata strada nazionale delle Puglie). A differenza della sella, il passo di Ariano (situato nel centro abitato del medesimo comune a 762 m s.l.m.) è posto interamente sul versante tirrenico e, in epoca contemporanea, non è percorso da vie di grande comunicazione.
L'etimologia del toponimo Camporeale (o Campo Reale) è invece piuttosto incerta, anche se nel Seicento la locuzione "campo reale" era sovente riferita a un regio accampamento militare destinato ad accogliere stabilmente i soldati e pertanto dotato di fortificazioni a regola d'arte. Una Torre di Campo Reale in Ariano (corrispondente forse alla masseria fortificata La Torretta) è effettivamente già citata in un atto datato 1614.

## Storia
L'area era frequentata fin dal Paleolitico medio (120 000-40 000 anni or sono). All'epoca dell'uomo di Neandertal risalgono infatti le selci lavorate e scheggiate a patina bionda che si emergono in gran numero e in più punti dell'altipiano; esse consistono in strumenti riferibili all'industria litica musteriana alternate a nuclei e scarti di lavorazione.
La sella rimase poi in uso per tutto il Neolitico, come attestato dai resti sporadici dell'età del rame (reperiti principalmente presso le località Serra Montefalco e Fontana Tre Lupi) e dell'età del bronzo, questi ultimi venuti alla luce sullo stesso altipiano nell'ambito di un recinto adibito a necropoli; essi appaiono ben ricollegabili ai coevi villaggi rupestri de La Starza (il più antico della Campania) e de La Ferrara, ubicati a non molta distanza.
All'epoca romana risalgono invece gli scarsi frammenti di ceramica figulina assai dilavati che pure emergono dall'altipiano. A quel tempo la sella era infatti percorsa dalla via Aemilia, dalla via Minucia e dalla via Herculia; tali strade consolari convergevano nel vicus di Aequum Tuticum, situato a breve distanza dal valico (circa 4,5 km in direzione nord-ovest).
Il pianoro ha costituito inoltre per millenni un cruciale punto di snodo per la transumanza, ossia per il movimento stagionale delle greggi tra l'Appennino centrale e il Tavoliere delle Puglie. Dal regio tratturo Pescasseroli-Candela (che attraversava l'intero altipiano) si diramavano infatti il tratturello Camporeale-Foggia e un diverticolo discendente lungo il greto del fiume Cervaro; quest'ultimo tracciato si immetteva poi sul tratturello Ponte di Bovino-Cerignola.
A partire dal XVI secolo la sella di Ariano è percorsa dalla strada regia delle Puglie (la principale via di comunicazione tra Napoli, all'epoca capitale del Regno, e le province pugliesi), il cui punto di valico è posto alla località Serralonga, lungo il margine meridionale dell'altipiano a un'altitudine di 665 m s.l.m.. Lungo la stessa strada regia, nel mezzo del pianoro, vi era un'osteria dotata di una vasta tenuta; nel corso del Seicento il suo proprietario, il magistrato Ottavio Passari (o Passeri), la donò all'ordine domenicano presente a quel tempo nella città di Ariano. Nell'itinerario stradale pubblicato da Giuseppe Maria Galanti nel 1789 l'area di Camporeale era espressamente citata in quanto sede di tale osteria.
In epoca post-unitaria (allorquando la vecchia strada regia fu ribattezzata strada nazionale 54 delle Puglie) fu costruita anche la linea ferroviaria Napoli-Foggia, avente una quota massima effettiva di soli 549 m s.l.m. poiché il valico è attraversato tramite un traforo a traiettoria curva (la cosiddetta galleria di Ariano o di Camporeale, lunga 3204 m). 
La notte tra il 29 e il 30 settembre 1889 all'interno del traforo di valico si verificò l'incidente ferroviario di Pianerottolo che provocò diversi morti e feriti nonché una strage di animali a causa dello scontro frontale fra due treni, uno dei quali carico di bestiame.
In epoca fascista la strada nazionale 54 delle Puglie fu dapprima ridenominata strada nazionale 80 della Campania e delle Puglie (dal 1923), poi strada statale 90 delle Puglie (dal 1928). Nel corso dello stesso anno 1928 sull'altipiano fu anche attrezzato un campo di fortuna in erba naturale destinato all'eventuale atterraggio d'emergenza dei velivoli in transito nello spazio aereo sovrastante (oltreché liberamente fruibile dagli aerei da turismo); a tale scopo il tracciato del regio tratturo, nonché quello dell'attigua linea telegrafica, furono leggermente deviati. Inoltre la suddetta località Serralonga fu raggiunta da una teleferica (lunga circa 1 km) proveniente da alcune cave di gesso situate lungo l'opposta sponda del Cervaro (che, in tale tratto, scorre parallelo e vicinissimo alla linea spartiacque).
Nel secondo dopoguerra fu costruita una diramazione della strada statale 90 delle Puglie diretta a Benevento, la cosiddetta strada statale 90 bis, il cui punto di valico è ubicato sull'orlo settentrionale del pianoro (in località Falceta) a 611 m s.l.m.. Nei decenni successivi l'altipiano, situato ormai in posizione baricentrica tra le due principali regioni dell'Italia meridionale, fu destinato a ospitare insediamenti produttivi, mentre al 2006 risale la fondazione dell'istituto di ricerca BioGeM (Biológia e Genetica Molecolare) presso cui dal 2012 è operativa una stazione della rete sismica nazionale (sigla: Biog) ubicata al centro del pianoro a un'altitudine di 623 m s.l.m. e posta al servizio dell'INGV (Istituto Nazionale di Geofisica e Vulcanologia).